# Командау (Ковасна)
Командау (рум. Comandău) насеље је у Румунији у округу Ковасна у општини Командау. Oпштина се налази на надморској висини од 1061 m.

## Становништво
Према подацима из 2002. године у насељу је живело 1042 становника.

### Попис2002.
| Расподела становништва по националности 2002.‍ | Расподела становништва по националности 2002.‍ | Расподела становништва по националности 2002.‍ | Расподела становништва по националности 2002.‍ | Расподела становништва по националности 2002.‍ |
| --------------------------------------------- | --------------------------------------------- | --------------------------------------------- | --------------------------------------------- | --------------------------------------------- |
|                                               |                                               |                                               |                                               |                                               |
| Румуни                                        | Румуни                                        |                                               | 66                                            | 6,3%                                          |
| Мађари                                        | Мађари                                        |                                               | 976                                           | 93,7%                                         |